# Darien (Geòrgia)
Darien és una població dels Estats Units a l'estat de Geòrgia. Segons el cens del 2000 tenia 1.719 habitants.

## Demografia
Segons el cens del 2000, Darien tenia 1.719 habitants, 697 habitatges, i 464 famílies. La densitat de població era de 335,2 habitants per km².
Dels 697 habitatges en un 30,6% hi vivien nens de menys de 18 anys, en un 42,8% hi vivien parelles casades, en un 18,8% dones solteres, i en un 33,4% no eren unitats familiars. En el 30,6% dels habitatges hi vivien persones soles el 13,2% de les quals corresponia a persones de 65 anys o més que vivien soles. El nombre mitjà de persones vivint en cada habitatge era de 2,47 i el nombre mitjà de persones que vivien en cada família era de 3,06.
Per edats la població es repartia de la següent manera: un 29,2% tenia menys de 18 anys, un 7,5% entre 18 i 24, un 25,4% entre 25 i 44, un 23,5% de 45 a 60 i un 14,4% 65 anys o més.
L'edat mediana era de 37 anys. Per cada 100 dones de 18 o més anys hi havia 80,3 homes.
La renda mediana per habitatge era de 24.135 $ i la renda mediana per família de 28.750 $. Els homes tenien una renda mediana de 26.198 $ mentre que les dones 16.897 $. La renda per capita de la població era d'11.938 $. Entorn del 21,3% de les famílies i el 24,7% de la població estaven per davall del llindar de pobresa.

## Poblacions més properes
El següent diagrama mostra les poblacions més properes.